# Elezioni europee del 2024 in Romania
Le elezioni europee del 2024 in Romania si sono tenute domenica 9 giugno, contemporaneamente alle elezioni locali, per eleggere i 33 membri del Parlamento europeo spettanti alla Romania.

## Sistema elettorale
Come disposto dalla Legge 33/2007, gli europarlamentari rumeni sono eletti tramite suffragio universale diretto da parte di tutti i cittadini dell'Unione europea iscritti alle liste elettorali del paese con età superiore ai 18 anni. Lo scrutinio è effettuato su una singola circoscrizione elettorale su base proporzionale. La Romania utilizza un sistema a liste bloccate. I seggi al parlamento europeo sono assegnati tramite metodo D'Hondt ai partiti che ottengono almeno il 5% dei voti validi.
Il voto si è svolto dalle ore 7:00 alle ore 22:00. Gli elettori che si trovavano in coda alla chiusura dei seggi potevano votare entro le 23:59.
I cittadini europei residenti nel paese che desideravano votare per i rappresentanti della Romania dovevano fare richiesta di iscrizione alle liste elettorali speciali entro il 10 aprile 2024.
I cittadini romeni con residenza all'estero o che si trovavano temporaneamente all'estero potevano votare in uno dei 915 seggi costituiti fuori dalla Romania.

## Quadro politico
Le elezioni europee del 2019 segnarono il successo del Partito Nazionale Liberale (PNL), che andò poi al governo nell'autunno dello stesso anno dopo tre anni d'opposizione al Partito Social Democratico (PSD). In seguito alle elezioni parlamentari del 2020 il PNL formò un nuovo governo di coalizione con a capo Florin Cîțu insieme a Unione Salvate la Romania (USR) e Unione Democratica Magiara di Romania, che rimase in carica fino all'ottobre 2021, in conseguenza della decisione dell'USR di lasciare la maggioranza.
Per uscire dalla crisi politica nel novembre 2021 PNL e PSD, le due maggiori forze parlamentari, siglarono un'alleanza che prevedeva la formazione di un governo di rotazione, che portò alla nascita di una grande coalizione. La formula fu criticata da parte della base del PNL e dall'ex premier Ludovic Orban, che fondò un nuovo partito, Forza della Destra (FD). Il PNL guidò l'esecutivo con Nicolae Ciucă dal novembre 2021 al giugno 2023, quando lasciò il teste al presidente del PSD Marcel Ciolacu.
Tra i partiti d'opposizione l'USR fece fronte ad un indebolimento quando, nel maggio 2022, Dacian Cioloș annunciò una scissione e portò cinque europarlamentari nel suo nuovo partito REPER. Nel dicembre 2023 il leader dell'USR Cătălin Drulă, al fianco di Ludovic Orban (FD) e Eugen Tomac (PMP), presentò la coalizione per le elezioni europee del 2024, denominata Alleanza Destra Unita (ADU).
Nel corso del 2022 e del 2023 il gruppo nazionalista ed euroscettico dell'Alleanza per l'Unione dei Romeni (AUR) continuò a crescere nei sondaggi.
Il 21 febbraio 2024 i leader della coalizione di governo annunciarono la decisione di convocare nella stessa giornata sia le elezioni europee che quelle locali. Nel corso della conferenza stampa Ciucă e Ciolacu dichiararono che PSD e PNL avrebbero concorso in alleanza alle elezioni per il Parlamento europeo.
Il 7 marzo 2024 il congresso del Partito Popolare Europeo (rappresentato in Romania da PNL, PMP e UDMR) tenutosi a Bucarest designò Ursula von der Leyen come proprio candidato alla presidenza della Commissione europea.

### Delegazioni presenti al Parlamento Europeo al momento del voto
Fino alle elezioni del 9 giugno erano presenti al Parlamento Europeo le seguenti delegazioni rumene:
| Gruppo politico al Parlamento europeo                         | Gruppo politico al Parlamento europeo                  | Seggi   | Delegazioni                                  | Seggi  | Note   |
| ------------------------------------------------------------- | ------------------------------------------------------ | ------- | -------------------------------------------- | ------ | ------ |
|                                                               | Gruppo del Partito Popolare Europeo                    | 14 / 33 | Partito Nazionale Liberale                   | 10     | [ 16 ] |
| Unione Democratica Magiara di Romania                         | Gruppo del Partito Popolare Europeo                    | 14 / 33 | 2                                            | [ 17 ] |        |
| Partito del Movimento Popolare                                | Gruppo del Partito Popolare Europeo                    | 14 / 33 | 2                                            | [ 18 ] |        |
|                                                               | Alleanza Progressista dei Socialisti e dei Democratici | 9 / 33  | Partito Social Democratico                   | 8      | [ 19 ] |
| PRO Romania                                                   | Alleanza Progressista dei Socialisti e dei Democratici | 9 / 33  | 1                                            | [ 20 ] |        |
|                                                               | Renew Europe                                           | 7 / 33  | Rinnoviamo il Progetto Europeo della Romania | 5      | [ 21 ] |
| Unione Salvate la Romania                                     | Renew Europe                                           | 7 / 33  | 1                                            | [ 22 ] |        |
| Indipendenti                                                  | Renew Europe                                           | 7 / 33  | 1                                            | [ 23 ] |        |
|                                                               | I Verdi/Alleanza Libera Europea                        | 1 / 33  | Indipendenti                                 | 1      | [ 24 ] |
|                                                               | Gruppo dei Conservatori e dei Riformisti Europei       | 1 / 33  | Partito Nazionale Conservatore Romeno        | 1      | [ 25 ] |
|                                                               | Non iscritti                                           | 1 / 33  | Alleanza per l'Unione dei Romeni             | 1      | [ 26 ] |
| Fonti: Deputati al Parlamento europeo, su europarl.europa.eu. |                                                        |         |                                              |        |        |

## Liste e candidati
I candidati dovevano presentare le liste all'Ufficio elettorale centrale entro il 10 aprile 2024. Le liste definitive sono state comunicate il 30 aprile 2024.
| Liste | Liste                                                     | Sigla   | Partito politico europeo | Gruppo politico europeo prima del voto | Seggi elezioni 2019 | Seggi prima del voto |
| ----- | --------------------------------------------------------- | ------- | ------------------------ | -------------------------------------- | ------------------- | -------------------- |
|       | Alleanza PSD PNL Comprende membri di PUSL                 | PSD PNL | PSE PPE                  | S&D                                    | 9 / 33              | 8 / 33               |
| PPE   | Alleanza PSD PNL Comprende membri di PUSL                 | PSD PNL | PSE PPE                  | 10 / 33                                | 10 / 33             |                      |
|       | S.O.S. Romania                                            | SOS     | -                        | -                                      | Non presente        | 0 / 33               |
|       | Alleanza Destra Unita Comprende membri di USR, PMP e FD   | ADU     | ALDE PPE                 | RE                                     | 8 / 33              | 1 / 33               |
| PPE   | Alleanza Destra Unita Comprende membri di USR, PMP e FD   | ADU     | ALDE PPE                 | 2 / 33                                 | 2 / 33              |                      |
|       | Romania Socialista Comprende membri di PSR e PSDM         | RS      | SE                       | -                                      | 0 / 33              | 0 / 33               |
|       | Alleanza per l'Unione dei Romeni Comprende membri di PNCR | AUR     | ECR                      | NI                                     | Non presente        | 1 / 33               |
| ECR   | Alleanza per l'Unione dei Romeni Comprende membri di PNCR | AUR     | ECR                      | 1 / 33                                 | Non presente        |                      |
|       | Alternativa Giusta                                        | AD      | ECR                      | -                                      | Non presente        | 0 / 33               |
|       | Partito Diaspora Unita                                    | PDU     | -                        | -                                      | Non presente        | 0 / 33               |
|       | Partito Umanista Social Liberale                          | PUSL    | -                        | -                                      | Non presente        | 0 / 33               |
|       | Rinnoviamo il Progetto Europeo della Romania              | REPER   | -                        | RE                                     | Non presente        | 5 / 33               |
|       | Partito degli Uomini Liberi                               | POL     | -                        | -                                      | Non presente        | 0 / 33               |
|       | Unione Democratica Magiara di Romania                     | UDMR    | PPE                      | PPE                                    | 2 / 33              | 2 / 33               |
|       | Partito Grande Romania                                    | PRM     | -                        | -                                      | Non presente        | 0 / 33               |
|       | Partito Nuova Romania                                     | PNR     | -                        | -                                      | Non presente        | 0 / 33               |
|       | Partito dei Patrioti                                      | PP      | -                        | -                                      | Non presente        | 0 / 33               |
|       | Partito Nazionale Contadino Maniu-Mihalache               | PNȚMM   | -                        | -                                      | Non presente        | 0 / 33               |
|       | Paul Octavian Jurma                                       | Ind.    | -                        | -                                      | Non presente        | 0 / 33               |
|       | Paula Pîrvănescu                                          | Ind.    | -                        | -                                      | Non presente        | 0 / 33               |
|       | Vlad Gheorghe                                             | Ind.    | -                        | RE                                     | Non presente        | 1 / 33               |
|       | Ilie Cătălin Mustățea                                     | Ind.    | -                        | -                                      | Non presente        | 0 / 33               |
|       | Nicolae Ștefănuță                                         | Ind.    | -                        | Verdi/ALE                              | Non presente        | 1 / 33               |
|       | Petru Mîndru                                              | Ind.    | -                        | -                                      | Non presente        | 0 / 33               |
|       | Silvestru Șoșoacă                                         | Ind.    | -                        | -                                      | Non presente        | 0 / 33               |

## Campagna elettorale
La campagna elettorale è iniziata il 10 maggio e si è conclusa l'8 giugno.

### Alleanza PSD-PNL
Partito Social Democratico e Partito Nazionale Liberale, che già collaboravano al governo dal 2021, avviarono i primi discorsi per un'eventuale alleanza per le elezioni europee nell'autunno 2023. Nel febbraio 2024 ufficializzarono l'intenzione di costituire una coalizione elettorale. Secondo il presidente del PSD Marcel Ciolacu i due partiti si univano per contrastare l'emergere delle "forze estremiste" in Romania per garantire stabilità al paese. I due partiti avrebbero concorso congiuntamente alle europee e alle locali in alcuni grandi città.
La convocazione delle elezioni locali ed europee nella stessa giornata rispondeva alla logica di massimizzare l'affluenza ai seggi grazie alla mobilitazione favorita dai sindaci in mano alla coalizione, in modo da isolare i partiti che definiva estremisti, cioè l'Alleanza per l'Unione dei Romeni (AUR) e SOS Romania. AUR infatti non disponeva di un cospicuo numero di sindaci o di organizzazioni sul territorio.. La stessa campagna elettorale per le europee passò in secondo piano, mentre vi fu un'attenzione maggiore per le amministrative. A tal riguardo PSD e PNL, assai diversi sul piano ideologico, non pubblicarono sui propri siti internet un programma per le europee.
Il principale argomento addotto in campagna elettorale fu quello della stabilità e dello sviluppo. Sul programma la coalizione si vantava di aver incrementato il valore dei fondi europei a disposizione per il paese, di fare gli interessi degli agricoltori, di promuovere i prodotti rumeni in Europa e di aver ottenuto l'adesione allo spazio Schengen per le frontiere aeree e marittime. Tra le altre iniziative il programma elencava misure sul piano degli investimenti nell'energia, sul sostegno ai giovani, sulla digitalizzazione dei servizi pubblici, sulla difesa della natura e sul supporto diplomatico ed economico alla Moldavia.
La coalizione stabilì la propria sede presso una villa sita in Șoseaua Kiseleff a Bucarest, la stessa che aveva ospitato il quartier generale dell'Unione Social-Liberale tra il 2011 e il 2014. Lo slogan era «Tifiamo per la Romania» (in romeno «Ținem cu România»).
In un primo momento la coalizione vagliò quale capolista il nome del rappresentante della Commissione europea in Romania, l'indipendente Ramona Chiriac, che rinunciò alla designazione il 21 marzo 2024. L'alleanza presentò le liste definitive all'Ufficio elettorale centrale il 5 aprile. I primi due nomi erano quelli dei coordinatori della campagna elettorale, cioè Mihai Tudose (PSD) e Rareș Bogdan (PNL). Nelle liste della coalizione figurava anche Maria Grapini, formalmente iscritta al PSD per concorrere alle elezioni europee, ma politicamente vicina al Partito Umanista Social Liberale (PUSL) di Dan Voiculescu, che presentava anche candidature separate.

### Alleanza per l'Unione dei Romeni
Nel maggio 2023 l'Alleanza per l'Unione dei Romeni presentò il programma di governo per il 2024 e nel mese di luglio avanzò una lista di candidature per le elezioni europee e il relativo programma. Nell'autunno 2023 si fece promotrice di un'alleanza con altri partiti minori da riunire in un cosiddetto "Polo sovranista" e strinse un accordo con l'europarlamentare Cristian Terheș, leader del Partito Nazionale Conservatore Romeno, che si sarebbe presentato come capolista nelle liste dell'AUR alle europee. Nel mese di dicembre Gheorghe Piperea fu designato coordinatore della campagna elettorale. Nel febbraio 2024 si iscrisse all'AUR anche un altro membro del Parlamento europeo, Tudor Ciuhodaru. A ridosso del voto europeo, nonostante il rafforzamento e la crescita nei sondaggi, alcune filiali del partito si ritirarono dall'AUR rivolgendo al presidente George Simion l'accusa di gestire la formazione in modo dittatoriale.
In campagna elettorale i candidati dell'AUR utilizzarono un linguaggio nazionalista, populista ed euroscettico. Nei manifesti elettorali e negli incontri con il pubblico il partito fece ampio ricorso alle immagini di personaggi considerati gloriosi per la storia rumena, quali Michele il Coraggioso, Stefano il Grande o Vlad III di Valacchia, paragonandoli ai propri candidati e valendosi anche di attori che li impersonavano. Lo slogan scelto per la campagna fu «I difensori della patria rumena» («Apărătorii Patriei Române»).
Tra le iniziative della campagna elettorale, tra il 2023 e il 2024 l'AUR acquisì una serie di pullman dotati di apparecchiature speciali, che attraversarono il paese offrendo assistenza medica gratuita agli abitanti delle comunità rurali grazie ad un team di medici volontari militanti del partito.
Il vicepresidente dell'AUR Claudiu Târziu dichiarò di voler collaborare al Parlamento europeo con altri partiti che ne condividevano l'ideologia, al fine di cambiare quelle che riteneva le politiche distruttive della Commissione europea sull'immigrazione e l'energia sostenibile. Târziu si augurava di aderire ai Conservatori e Riformisti Europei e di cooperare con Identità e Democrazia. Paragonò inoltre AUR ad altri gruppi quali Fratelli d'Italia, Lega, Diritto e Giustizia, Vox e Chega.
Il programma si basava su undici punti. Il primo specificava di voler riconfigurare i rapporti con l'Unione europea, di battersi per la sovranità della Romania e di opporsi al globalismo. Il partito sosteneva il progetto di un'"Europa delle nazioni". Sul piano culturale AUR si proponeva di promuovere e rafforzare le espressioni della cultura nazionale, in modo da fortificare il sentimento patriottico e l'amore per il paese, oltre a consolidare i rapporti con la Chiesa. Dal punto di vista delle relazioni esterne l'obiettivo era quello di condurre una politica estera indipendente e non imposta dai poteri di Bruxelles o Mosca. Tra gli altri punti il partito sosteneva la piena adesione all'area Schengen, la riunificazione con la Moldavia e il consolidamento del ruolo della Romania nella NATO. Il resto del programma esponeva i progetti dell'AUR su assistenza sociale, istruzione e giovani, accesso ai fondi europei (con la riduzione della burocrazia), salute, agricoltura, sostegno alle aziende locali, turismo e ambiente.
L'AUR presentò le liste all'Ufficio elettorale centrale l'8 aprile 2024.

### Alleanza Destra Unita
Nel settembre 2023 l'Unione Salvate la Romania annunciò che la capolista per le elezioni europee sarebbe stata il sindaco di Câmpulung, Elena Lasconi. Nel mese di novembre tuttavia l'ufficio nazionale del partito ne ritirò la candidatura, in seguito alle sue rivelazioni riguardanti il referendum del 2018 per il divieto dei matrimoni omosessuali, cui la Lasconi aveva votato per il "sì", in contrapposizione alle indicazioni dell'USR.
Per far fronte all'indebolimento avvenuto nel corso del 2023, nei mesi successivi l'USR si avvicinò ad altri partiti della destra conservatrice (Partito del Movimento Popolare e Forza della Destra). I tre partiti giunsero ad un accordo per la formazione di una coalizione il 14 dicembre 2023 e quattro giorni più tardi comunicarono che avrebbero partecipato congiuntamente a tutte le tornate elettorali del 2024 con il nome di Alleanza Destra Unita.
Il 28 gennaio 2024 la coalizione presentò i candidati e il programma, mentre il successivo 28 febbraio fu lanciato lo slogan «Non lasciare che ti rubino il futuro. Scegli la Romania moderna» (in romeno «Nu-i lăsa să-ţi fure viitorul. Alege România modernă»). La coalizione fece propaganda elettorale anche all'estero, affiggendo in Italia dei manifesti in lingua romena rivolti alla comunità di migranti.
Il programma basato su dodici punti prevedeva la piena ammissione della Romania all'area Schengen anche per le frontiere terrestri, l'adesione alla zona euro, un miglior utilizzo dei fondi europei, il rafforzamento della lotta alla corruzione e dello stato di diritto, il sostegno all'Ucraina nel conflitto con la Russia e l'appoggio al percorso europeo della Moldavia, oltre a diversi piani d'azione nel campo della salute, dell'istruzione, dell'agricoltura, delle pensioni, dell'ambiente.
Il 17 marzo 2024 l'Ufficio elettorale centrale respinse in un primo momento la registrazione della coalizione per ragioni amministrative, mentre una sentenza della corte di cassazione due giorni più tardi ne riconobbe il diritto a partecipare alle elezioni. ADU presentò le liste definitive l'8 aprile 2024.

### Altri partiti
- SOS Romania: il partito di Diana Șoșoacă si definiva nazionalista, conservatore ed euroscettico.[78] Tra le prese di posizione del suo presidente vi fu anche quella del ritiro della Romania dall'Unione europea.[78] Malgrado la contiguità ideologica con l'AUR[79][80][81], SOS Romania decise di presentare liste proprie e in alcuni casi si contrappose all'Alleanza per l'Unione dei Romeni.[78][82] Il partito registrò le candidature l'8 aprile 2024.[77][83] Il 21 maggio rese pubblico il programma per le europee.[84] Tra le misure promesse dalla Șoșoacă figuravano la riapertura delle miniere; l'incoraggiamento all'utilizzo del denaro contante, la riduzione di tutte le tasse; la diminuzione dell'età pensionabile a 60 anni; il mantenimento del leu quale moneta nazionale; il risarcimento da parte della Commissione europea dei fondi utilizzati per la vaccinazione anti-COVID; la fine della vaccinazione obbligatoria e il ritiro di tutte le misure imposte dalle autorità di Bruxelles; lo stop agli aiuti all'Ucraina; l'uscita della Romania dall'Organizzazione mondiale della sanità; l'abrogazione di ogni legislazione europea che violi la superiorità della Costituzione della Romania; il respingimento delle quote di migranti; la protezione della tradizione cristiana contro il globalismo e contro una presunta agenda LGBT; il divieto delle operazioni per il cambio di genere e l'opposizione ai matrimoni gay.[45][85]

- Unione Democratica Magiara di Romania: il partito rappresentante la minoranza ungherese approvò i candidati nel corso del consiglio permanente del 1º marzo 2024[86] e presentò le liste il 10 aprile.[87] Nelle prime due posizioni confermò i suoi due europarlamentari uscenti Iuliu Winkler e Loránt Vincze.[88] Il partito pubblicò un piano di dodici priorità da difendere in sede europea: il sostegno alle norme UE per la protezione delle minoranze; maggiori fondi europei; nuovi posti di lavoro per i giovani; l'applicazione del salario minimo europeo; un processo decisionale per la gestione della migrazione che fosse competenza di ogni Stato membro; il supporto agli agricoltori locali e alle piccole imprese; una transizione all'economia verde equilibrata e non imposta dall'alto; azioni più forti contro l'estremismo (sull'ultimo punto l'UDMR faceva espresso riferimento all'AUR).[89]

- REPER: il partito europeista di Dacian Cioloș rese pubblici i candidati l'11 marzo 2024[90] e presentò le liste il 10 aprile.[91] Tra i dieci punti del programma figuravano la lotta alla corruzione; il sostegno agli agricoltori; l'implementazione dell'economia verde; il miglioramento dell'istruzione e della salute; l'ingresso della Romania nello Spazio Schengen; l'adozione dell'euro; l'istituzione di un esercito europeo; il supporto all'Ucraina e l'ammissione della Moldavia all'Unione europea.[92]

- Partito Umanista Social Liberale: convalidò internamente le candidature nel corso del consiglio nazionale del 5 aprile 2024[93] e le presentò all'Ufficio elettorale centrale il 10 aprile. Secondo il suo presidente esecutivo Cristian Popescu Piedone l'obiettivo era superare la soglia di sbarramento.[94]

## Sondaggi politici
| Data              | Casa sondaggistica | Campione  | PSD PSE | PNL PPE | AUR ECR | USR ALDE | PMP PPE | FD PPE | UDMR PPE | SOS ID | REPER - | PUSL PSE | PRO PSE | Altri | Vantaggio |
| ----------------- | ------------------ | --------- | ------- | ------- | ------- | -------- | ------- | ------ | -------- | ------ | ------- | -------- | ------- | ----- | --------- |
| 9 giugno 2024     | Elezioni 2024      | 9.215.201 | 48,55%  | 48,55%  | 14,93%  | 8,71%    | 8,71%   | 8,71%  | 6,61%    | 5,03%  | 3,74%   | 1,48%    | —       | —     | 33,62%    |
| Exit Poll         | CURS-Avangarde     | N.D.      | 53%     | 53%     | 15%     | 11%      | 11%     | 11%    | 5%       | 4%     | 3%      | 3%       | –       | 6%    | 38%       |
| 3-5 Giu 2024      | AtlasIntel         | 1.491     | 38,9%   | 38,9%   | 19,1%   | 19,8%    | 19,8%   | 19,8%  | 5,9%     | 8,1%   | 4,3%    | 0,2%     | –       | –     | 19,1%     |
| 20-25 Mag 2024    | INSCOP             | 1.100     | 43,7%   | 43,7%   | 17,5%   | 14,1%    | 14,1%   | 14,1%  | 6%       | 4,4%   | 1,3%    | 1,3%     | –       | 11,7% | 26,2%     |
| 17-22 Mag 2024    | Sociopol           | 1.002     | 47%     | 47%     | 21%     | 15%      | 15%     | 15%    | 5%       | 2%     | 4%      | 2%       | –       | 4%    | 26%       |
| 7-15 Mag 2024     | CSPS               | 2.613     | 27%     | 27%     | 34%     | 25%      | 25%     | 25%    | 7%       | 3%     | 4%      | –        | –       | –     | 7%        |
| 12-20 Apr 2024    | INSCOP             | 1.100     | 46,6%   | 46,6%   | 16,7%   | 13,8%    | 13,8%   | 13,8%  | 5,1%     | 4,5%   | 1,8%    | 1,5%     | 2,7%    | 7,3%  | 29,9%     |
| 5-9 Apr 2024      | AtlasIntel         | 1.764     | 31,6%   | 31,6%   | 19,9%   | 24,6%    | 24,6%   | 24,6%  | 4,9%     | 8%     | 3,3%    | 2,4%     | 3%      | 2,3%  | 7%        |
| 1-7 apr 2024      | CSPS               | 4.085     | 27,2%   | 27,2%   | 30,2%   | 23,4%    | 23,4%   | 23,4%  | 4,8%     | 2,8%   | 5,8%    | –        | –       | 5,8%  | 3%        |
| 26 Mar-2 Apr 2024 | Sociopol           | 1.002     | 47%     | 47%     | 23%     | 14%      | 14%     | 14%    | 4%       | 3%     | –       | 5%       | 1%      | 3%    | 24%       |
| 19-28 Mar 2024    | CURS               | 1.067     | 53%     | 53%     | 14%     | 14%      | 14%     | 14%    | 5%       | 5%     | –       | 4%       | –       | 5%    | 39%       |
| 17-29 Mar 2024    | CSPS               | 2.088     | 37%     | 37%     | 27%     | 21%      | 21%     | 21%    | 4%       | –      | –       | –        | –       | 11%   | 10%       |
| Mar 2024          | Euractiv           | N.D.      | 42%     | 42%     | 25%     | 14%      | 14%     | 14%    | 5%       | 5%     | 1%      | –        | 2%      | 6%    | 17%       |
| 23 Feb-5 Mar 2024 | Ipsos              | 970       | 42,4%   | 42,4%   | 20,7%   | 14,2%    | 14,2%   | 14,2%  | 3,6%     | 5,9%   | –       | 3%       | 5,1%    | 5,2%  | 21,7%     |
| 22-29 Feb 2024    | INSCOP             | 1.100     | 43,7%   | 43,7%   | 20,6%   | 13,7%    | 13,7%   | 13,7%  | 3,9%     | 6,4%   | 0,9%    | –        | 3,7%    | 7,1%  | 23,1%     |
| Feb 2024          | Sociopol           | N.D.      | 42%     | 42%     | 28%     | 15%      | 15%     | 15%    | 5%       | 3%     | 1%      | 1%       | 2%      | 3%    | 14%       |
| Feb 2024          | Sociopol           | N.D.      | 31%     | 17%     | 24%     | 13%      | 13%     | 13%    | 5%       | 3%     | 1%      | 1%       | 2%      | 3%    | 7%        |
| Feb 2024          | INSOMAR            | 1.030     | 40,8%   | 40,8%   | 30,5%   | 11,5%    | 11,5%   | 11,5%  | 4,5%     | 2%     | –       | 1,5%     | 1,7%    | 7,5%  | 10,3%     |
| 19-20 Feb 2024    | Avangarde          | 950       | 31%     | 20%     | 18%     | 15%      | 15%     | 15%    | 5%       | 8%     | 2%      | –        | –       | 1%    | 11%       |
| 3-14 Feb 2024     | CURS               | 1.067     | 31%     | 20%     | 20%     | 13%      | 13%     | 13%    | 4%       | 4%     | –       | 2%       | 2%      | 4%    | 11%       |
| 15-27 Gen 2024    | CURS               | 1.082     | 30%     | 19%     | 21%     | 14%      | 14%     | 14%    | 5%       | 4%     | –       | 3%       | –       | 4%    | 9%        |
| 16-24 Gen 2024    | INSCOP             | 1.100     | 29,5%   | 18,8%   | 18,4%   | 12,9%    | 12,9%   | 12,9%  | 4,8%     | 6,5%   | 0,5%    | –        | 3%      | 5,6%  | 10,7%     |
| 8-22 Gen 2024     | Avangarde          | 1.150     | 31%     | 21%     | 19%     | 14%      | 14%     | 14%    | 5%       | 8%     | 1%      | –        | –       | 1%    | 10%       |
| 8-9 Gen 2024      | INSOMAR            | 1.050     | 25%     | 21%     | 22%     | 9%       | 2%      | –      | 3%       | 3%     | –       | –        | 1%      | 14%   | 3%        |
| Gen 2024          | Sociopol           | N.D.      | 29%     | 17%     | 23%     | 13%      | 13%     | 13%    | 5%       | 3%     | 1%      | 1%       | 2%      | 6%    | 6%        |
| Gen 2024          | CIRA               | 1.000     | 30%     | 20%     | 18%     | 14%      | 2%      | 2%     | 5%       | 6%     | 2%      | –        | –       | 1%    | 10%       |
| 26-30 Dic 2023    | CURS               | 852       | 31%     | 19%     | 19%     | 9%       | 4%      | 1%     | 4%       | 5%     | –       | 4%       | 2%      | 2%    | 12%       |
| 30 Ott-6 Nov 2023 | Mercury Res.       | 1.227     | 28%     | 15%     | 19%     | 19%      | 4%      | 2%     | 3%       | 4%     | 1%      | 1%       | –       | 4%    | 9%        |
| 30 Ott-6 Nov 2023 | Mercury Res.       | 1.227     | 26%     | 15%     | 21%     | 24%      | 24%     | 24%    | 5%       | 4%     | 1%      | –        | –       | 4%    | 2%        |
| 20-28 Set 2023    | Avangarde          | 994       | 31%     | 21%     | 19%     | 13%      | 3%      | 1%     | 5%       | 5%     | –       | –        | 1%      | 1%    | 10%       |
| 11-25 Set 2023    | LARICS             | 1.003     | 31,5%   | 22,9%   | 14,6%   | 15,2%    | 4,4%    | –      | 3,2%     | 4,7%   | –       | –        | –       | 3,5%  | 8,6%      |
| 28-31 Ago 2023    | INSOMAR            | 1.030     | 25%     | 15%     | 27%     | 7%       | 3%      | 3%     | 4%       | 4%     | –       | 2%       | –       | 10%   | 2%        |
| 26 Maggio 2019    | Elezioni 2019      |           | 22,5%   | 27%     | –       | 22,4%    | 5,8%    | –      | 5,2%     | –      | –       | –        | 6,4%    | –     | 4,5%      |

## Affluenza
Il corpo elettorale è stato di 18 016 674 elettori. L'affluenza in Romania si è attestata al 52,4%, con una crescita di quasi 4 punti rispetto alle elezioni europee del 2019. Nelle 915 sezioni di voto ubicate all'estero hanno votato circa 216 000 elettori, in calo rispetto ai 375 000 delle precedenti elezioni europee.
| Area                                  | Corpo elettorale | Affluenza | Affluenza | Affluenza | Affluenza | Affluenza    | Affluenza   |
| Area                                  | Corpo elettorale | h 12:00   | h 15:00   | h 18:00   | h 22:00   | Var. da 2014 | Tot votanti |
| ------------------------------------- | ---------------- | --------- | --------- | --------- | --------- | ------------ | ----------- |
| Romania                               | 18 024 411       | 17,78%    | 29,70%    | 40,22%    | 52,40%    | 3,4%         | 9 229 657   |
| Estero                                | 18 024 411       | 17,78%    | 29,70%    | 40,22%    | 52,40%    | 3,4%         | 216 002     |
| Fonte: Autorità Elettorale Permanente |                  |           |           |           |           |              |             |

## Risultati
| Liste                              | Liste | Partito Europeo | Gruppo          | Voti       | %     | Seggi   | Differenza | Differenza |
| Liste                              | Liste | Partito Europeo | Gruppo          | Voti       | %     | Seggi   | %          | Seggi      |
| ---------------------------------- | --- | --------------- | --------------- | ---------- | ----- | ------- | ---------- | ---------- |
|                                    | Alleanza PSD-PNL • Partito Social Democratico (PSD) • Partito Nazionale Liberale (PNL)                                         | PSE PPE         | S&D PPE         | 4.341.356  | 48,55 | 19 11 8 | 0,95       | 1          |
|                                    | Alleanza per l'Unione dei Romeni (AUR) • Alleanza per l'Unione dei Romeni (AUR) • Partito Nazionale Conservatore Romeno (PNCR) | – EPCM          | ECR             | 1.334.845  | 14,93 | 6 5 1   | nuovo      | nuovo      |
|                                    | Alleanza Destra Unita • Unione Salvate la Romania (USR) • Partito del Movimento Popolare (PMP) • Forza della Destra (FD)       | ALDE PPE –      | RE –            | 778.824    | 8,71  | 3 2 1 – | 19,41      | 7          |
|                                    | Unione Democratica Magiara di Romania (UDMR)                                                                                   | PPE             | PPE             | 579.177    | 6,48  | 2       | 1,22       | Stabile    |
|                                    | S.O.S. Romania (SOS) | –               | NI              | 450.019    | 5,03  | 2       | nuovo      | nuovo      |
|                                    | Rinnoviamo il Progetto Europeo della Romania (REPER)                                                                           | –               | –               | 334.697    | 3,74  | –       | nuovo      | nuovo      |
|                                    | Partito Diaspora Unita (PDU)                                                                                                   | –               | –               | 159.937    | 1,79  | –       | nuovo      | nuovo      |
|                                    | Partito Umanista Social Liberale (PUSL)                                                                                        | –               | –               | 132.398    | 1,48  | –       | nuovo      | nuovo      |
|                                    | Partito dei Patrioti (PP) | –               | –               | 65.440     | 0,73  | –       | nuovo      | nuovo      |
|                                    | Partito Grande Romania (PRM)                                                                                                   | –               | –               | 59.270     | 0,66  | –       | nuovo      | nuovo      |
|                                    | Partito Alternativa Giusta (AD)                                                                                                | PCRE            | –               | 40.281     | 0,45  | –       | nuovo      | nuovo      |
|                                    | Romania Socialista (RS) • Partito Socialista Romeno (PSR) • Partito Social Democratico dei Lavoratori (PSDM)                   | SE –            | –               | 37.119     | 0,42  | –       | 0,03       | [ 100 ]    |
|                                    | Indipendenti | –               | –               | 628.736    | 7,03  | 1       | 3,18       | 1          |
| Totale                             | Totale | Totale          | Totale          | 8.942.099  | 100   | 33      |            |            |
| Voti non validi                    | Voti non validi | Voti non validi | Voti non validi | 503.560    | 5,33  |         |            |            |
| Votanti                            | Votanti | Votanti         | Votanti         | 9.445.659  | 52,40 |         |            |            |
| Elettori                           | Elettori | Elettori        | Elettori        | 18.024.411 |       |         |            |            |
| Fonte: Ufficio Elettorale Centrale | |                 |                 |            |       |         |            |            |

### Risultati per distretto
| Distretto                             | Affluenza | %       | %     | %     | %     | %     | %     | %    | %     |
| Distretto                             | Affluenza | PSD-PNL | AUR   | ADU   | UDMR  | SOS   | REPER | PUSL | Altri |
| ------------------------------------- | --------- | ------- | ----- | ----- | ----- | ----- | ----- | ---- | ----- |
| Alba                                  | 55,93%    | 54,79   | 18,53 | 5,73  | 4,25  | 4,21  | 2,39  | 0,80 | 9,30  |
| Arad                                  | 50,95%    | 46,83   | 20,32 | 6,58  | 7,04  | 5,22  | 2,91  | 2,00 | 9,10  |
| Argeș                                 | 54,93%    | 53,59   | 16,99 | 10,03 | 0,68  | 5,42  | 1,95  | 1,58 | 9,76  |
| Bacău                                 | 45,43%    | 51,84   | 15,64 | 9,27  | 1,81  | 6,26  | 3,31  | 1,61 | 10,26 |
| Bihor                                 | 56,80%    | 45,86   | 13,54 | 3,99  | 22,22 | 3,60  | 2,28  | 0,83 | 7,68  |
| Bistrița-Năsăud                       | 56,25%    | 57,77   | 15,16 | 6,06  | 5,11  | 3,46  | 2,67  | 1,06 | 8,71  |
| Botoșani                              | 46,64%    | 62,89   | 15,69 | 4,30  | 0,72  | 5,28  | 1,46  | 0,70 | 8,96  |
| Brașov                                | 51,56%    | 40,93   | 13,58 | 15,42 | 6,35  | 4,35  | 5,05  | 0,86 | 13,46 |
| Brăila                                | 48,62%    | 63,06   | 14,14 | 4,63  | 0,67  | 6,95  | 1,39  | 0,94 | 8,22  |
| Bucarest                              | 44,28%    | 28,60   | 12,31 | 19,54 | 0,65  | 3,94  | 10,78 | 4,77 | 19,41 |
| Buzău                                 | 56,20%    | 63,76   | 13,01 | 6,39  | 0,59  | 5,16  | 1,48  | 0,65 | 8,96  |
| Caraș-Severin                         | 51,85%    | 58,73   | 17,25 | 5,69  | 1,33  | 5,61  | 1,40  | 1,22 | 8,77  |
| Călărași                              | 58,46%    | 66,83   | 14,10 | 3,81  | 0,50  | 5,09  | 1,11  | 1,47 | 7,09  |
| Cluj                                  | 54,77%    | 33,25   | 14,02 | 11,16 | 13,37 | 3,17  | 8,08  | 1,01 | 15,94 |
| Costanza                              | 50,39%    | 45,61   | 17,42 | 10,37 | 0,68  | 7,09  | 2,96  | 1,72 | 14,15 |
| Covasna                               | 51,42%    | 11,60   | 5,76  | 2,54  | 74,31 | 1,25  | 0,74  | 0,16 | 3,64  |
| Dâmbovița                             | 57,73%    | 64,06   | 14,05 | 5,58  | 0,56  | 5,02  | 1,72  | 0,58 | 8,43  |
| Dolj                                  | 52,88%    | 63,62   | 14,77 | 6,82  | 1,30  | 3,85  | 2,11  | 0,59 | 6,94  |
| Galați                                | 42,88%    | 59,45   | 13,13 | 6,29  | 0,65  | 5,51  | 2,55  | 2,18 | 10,24 |
| Giurgiu                               | 62,58%    | 71,53   | 11,61 | 3,63  | 0,68  | 4,07  | 0,98  | 1,71 | 5,79  |
| Gorj                                  | 58,73%    | 56,14   | 21,54 | 5,23  | 1,07  | 5,61  | 1,45  | 1,02 | 7,94  |
| Harghita                              | 52,15%    | 7,21    | 2,85  | 1,09  | 84,71 | 0,92  | 0,51  | 0,15 | 2,56  |
| Hunedoara                             | 49,95%    | 52,34   | 19,16 | 5,15  | 3,93  | 4,75  | 2,25  | 1,25 | 11,17 |
| Ialomița                              | 53,82%    | 60,57   | 14,86 | 6,40  | 0,81  | 6,10  | 1,30  | 1,78 | 8,18  |
| Iași                                  | 42,64%    | 49,41   | 13,73 | 10,07 | 0,58  | 5,61  | 6,16  | 1,07 | 13,37 |
| Ilfov                                 | 56,82%    | 49,46   | 13,98 | 11,35 | 0,61  | 5,53  | 4,89  | 1,33 | 12,85 |
| Maramureș                             | 51,23%    | 50,24   | 16,05 | 7,79  | 6,44  | 4,96  | 3,06  | 1,21 | 10,25 |
| Mehedinți                             | 57,05%    | 68,97   | 15,39 | 3,87  | 0,82  | 3,93  | 0,97  | 0,63 | 5,42  |
| Mureș                                 | 54,00%    | 30,69   | 12,97 | 5,56  | 37,20 | 2,77  | 2,20  | 0,51 | 8,10  |
| Neamț                                 | 47,90%    | 54,78   | 15,93 | 6,15  | 0,79  | 6,77  | 2,58  | 2,05 | 10,95 |
| Olt                                   | 62,47%    | 68,20   | 14,51 | 3,72  | 0,55  | 5,02  | 2,71  | 0,95 | 4,34  |
| Prahova                               | 53,32%    | 48,98   | 15,74 | 8,82  | 1,03  | 6,07  | 3,48  | 2,12 | 13,76 |
| Satu Mare                             | 50,50%    | 33,09   | 10,27 | 4,69  | 40,78 | 3,03  | 1,81  | 0,37 | 5,96  |
| Sălaj                                 | 59,09%    | 44,13   | 13,93 | 4,48  | 22,86 | 3,07  | 4,50  | 0,42 | 6,61  |
| Sibiu                                 | 49,44%    | 41,36   | 14,87 | 11,57 | 2,52  | 4,98  | 3,99  | 1,07 | 19,64 |
| Suceava                               | 50,04%    | 55,89   | 19,14 | 5,26  | 0,72  | 5,83  | 2,18  | 0,85 | 10,13 |
| Teleorman                             | 61,11%    | 69,89   | 14,29 | 4,19  | 0,66  | 3,68  | 1,27  | 0,56 | 5,46  |
| Timiș                                 | 50,65%    | 37,05   | 16,62 | 16,89 | 3,47  | 5,15  | 6,05  | 1,74 | 13,03 |
| Tulcea                                | 50,75%    | 52,32   | 19,54 | 5,30  | 0,69  | 7,57  | 3,70  | 0,63 | 10,25 |
| Vaslui                                | 37,82%    | 57,04   | 16,37 | 8,59  | 0,97  | 4,91  | 1,76  | 2,05 | 8,31  |
| Vâlcea                                | 58,19%    | 57,59   | 18,53 | 4,96  | 0,68  | 5,71  | 2,02  | 0,97 | 9,54  |
| Vrancea                               | 51,85%    | 59,04   | 15,81 | 7,70  | 0,67  | 5,02  | 1,79  | 1,71 | 16,28 |
| Estero                                | -         | 21,35   | 14,65 | 16,33 | 1,03  | 13,52 | 9,70  | 0,87 | 22,55 |
| Fonte: Autorità Elettorale Permanente |           |         |       |       |       |       |       |      |       |

## Europarlamentari eletti
- Mihai Tudose (PSD)
- Rareș Bogdan (PNL)
- Gabriela Firea (PSD)
- Dan Motreanu (PNL)
- Claudiu Manda (PSD)
- Adina-Ioana Vălean (PNL)
- Victor Negrescu (PSD)
- Vasile Dîncu (PSD)
- Daniel Buda (PNL)
- Maria Grapini (PSD)
- Gheorghe Cârciu (PSD)
- Siegfried Mureșan (PNL)
- Dragoș Benea (PSD)
- Mircea Hava (PNL)
- Dan Nica (PSD)
- Gheorghe Falcă (PNL)
- Ștefan Mușoiu (PSD)
- Roxana Mînzatu (PSD)
- Virgil Daniel Popescu (PNL)
- Cristian Terheș (PNCR-AUR)
- Claudiu Târziu (AUR)
- Gheorghe Piperea (AUR)
- Maria Georgiana Teodorescu (AUR)
- Adrian George Axinia (AUR)
- Șerban Dimitrie Sturdza (AUR)
- Dan Barna (USR)
- Vlad Voiculescu (USR)
- Eugen Tomac (PMP)
- Iuliu Winkler (UDMR)
- Loránt Vincze (UDMR)
- Diana Iovanovici Șoșoacă (SOS)
- Luis Valentin Lazarus (SOS)
- Nicolae Ștefănuță (Ind.)